# 神と共に 第二章:因と縁
『神と共に 第二章：因と縁』（かみとともに だいにしょう いんとえん、原題：신과함께-인과 연）は、2018年公開の韓国のファンタジー・アクション映画。『神と共に 第一章:罪と罰』（2017年公開）の続編。監督はキム・ヨンファ、出演はハ・ジョンウ、チュ・ジフンなど。原作はチュ・ホミンによる同名ウェブコミック。韓国では観客動員数1,227万人を記録し、シリーズ累計観客動員数は2,700万人を突破した。日本での公開は2019年6月28日。

## ストーリー
冥界の弁護士カンニム（ハ・ジョンウ）、護衛のヘウォンメク（チュ・ジフン）、補助弁護士のドクチュン（キム・ヒャンギ）は、1000年の間に48人を転生させることに成功。冥界の法では、あと1人を下界に転生させれば、使者自身も新しい命を得ることができる。
過去にカンニムが冥界裁判で弁護を務めた消防士ジャホンの弟スホン（キム・ドンウク）が兵役中の誤射で殉職し、怨霊となって冥界にやってくる。本来ならば怨霊は消滅しなければならないが、カンニムはスホンの無念の死を証明するため弁護を担うことを決意する。閻魔大王（イ・ジョンジェ）は、ある条件と引き替えにスホンが地獄裁判を受けることを許可。その条件とは、守護神であるソンジュ神（マ・ドンソク）に守られ、使者を追い払い続けている老人チュンサムを冥界に連れてくることだった。
スホンはカンニムと共に地獄巡りを開始し、ヘウォンメクとドクチュンは下界に降りる。下界での任務を進める中で、ソンジュ神が1000年前に2人を冥界に連れて行った使者だったことが発覚。カンニム・ヘウォンメク・ドクチュンを結び付けた驚くべき因縁が暴かれる。

## キャスト
※括弧内は日本語吹替
- カンニム - ハ・ジョンウ（内田夕夜）

死者と使者の転生をかけた裁判の弁護士。
- ヘウォンメク - チュ・ジフン（日野聡）

死者と使者を危機から救い守る護衛。
- イ・ドクチュン - キム・ヒャンギ（春名風花）

死者の生前を見通す力を持つ補助弁護士。
- ソンジュ神 - マ・ドンソク（小山力也）

弱者を守るため人間界に降臨したホ・チュンサムの屋敷神。
- キム・スホン - キム・ドンウク（峰晃弘）

ジャホンの弟・兵役中の誤射で命を落とし、怨霊となる。
- ウォン・ドンヨン - ディオ（EXO）（酒井広大）

軍隊の一等兵。
- 閻魔大王 - イ・ジョンジェ※特別出演（山本兼平）

天倫地獄・死者の運命を握る冥界裁判の統括者。
- 五官大王 - イ・ギョンヨン※特別出演

不義地獄。
- 秦広大王 - チャン・グァン

暴力地獄。
- 変成大王 - チョン・ヘギュン

殺人地獄。
- 判官 - チュ・ハンチョル
- 判官 - イム・ウォニ
- ホ・チュンサム - ナム・イル
- ホ・ヒョンドン - チョン・ジフン
- カン・ムンジク - キム・ミョンゴン
- 幼少期のカンニム - チョン・ユアン
- スホンの母 - イェ・スジョン
- 住民センター職員 / 高麗王 - ソン・ドンイル※友情出演
- 使者 - キム・ミンジョン※友情出演

## スタッフ
- 企画：キム・ホソン、ノ・ウニ、ユン・ジョンソク
- 監督：キム・ヨンファ
- 脚本：キム・ヨンファ、カン・ジウォン（補助作家）
- 原作：チュ・ホミン『神と共に』 ※ウェブコミック
- 脚色：イ・ジョンウク、キム・チャンフン、パク・チョンス
- 製作：キム・ヨンファ、キム・ホソン、ウォン・ドンヨン
- プロデュース： キム・ジホン（総括）、キム・テイム、チェ・ジソン、キム・サナ
- VFX：チン・ジョンヒョン
- 音楽：パン・ジュンソク
- サウンド：チェ・テヨン（サウンドスーパーバイザー）、キム・ビョンイン（スーパーバイザリング・ダイアログエディター）
- 美術・プロダクションデザイン：イ・モグォン
- アートディレクター：イ・ジョンフン（美術助監督）、チャン・ヒソン（美術チーム長）、チン・ヘジョン（美術室長）
- セット：クォン・ビョンギュン
- 小道具：パク・ジェワン
- 衣装：ソン・ユンジョン（衣装室長）、ムン・ヘリン（衣装デザイン）、チョ・サンギョン
- ヘアメイク：チェ・ヘリン
- アクション／スタント：オ・セヨン（下界での武術）、ハン・ジョンウク、ホ・ミョンヘン
- 特殊効果：オ・ウォンジュン（特殊効果室長）、ユン・テウォン
- 撮影：キム・ビョンソ、キム・ソンジン（再撮影Bカメラ）
- 照明：シン・ギョンマン
- 同時録音：イ・サンジュン（録音）、コ・ドンフン（録音サポート）、クォン・イェヨン（再撮影録音技師）
- 編集：キム・ジノ、キム・ヘジン
- 製作会社：リアライズピクチャーズ、デクスタースタジオ
- 配給：ロッテエンタテインメント
- 字幕翻訳：根本理恵
- 吹替翻訳：田辺佳子
- 吹替演出：市来満

## 製作・公開
本作は、韓国映画史上初めて前作（『神と共に 第一章:罪と罰』）と併せて2作同時に製作され、総製作費は約400億ウォン（約42億円）に上った。前作と併せて撮影には約1年を要した。
韓国ならびにアメリカで2018年8月1日に公開され、韓国映画として初めて全公開国でIMAX上映された。観客動員数は1,227万人を記録し、韓国映画史上初の2作連続1,000万人突破となった。
日本では2019年6月28日に公開された。

## 受賞歴
- 第55回大鐘賞 - 技術賞（チン・ジョンヒョン〈視覚効果〉）[11]
- 第27回釜日映画賞 - 男性人気スター賞（ディオ）[12]
- 第27回釜日映画賞 - 女性人気スター賞（キム・ヒャンギ）[12]
- 第18回ディレクターズ・カット・アワード - 今年の男性新人演技者賞（ディオ）[13]
- 第5回韓国映画制作家協会賞 - 技術賞（チン・ジュンヒョン〈視覚効果〉）[14]
- 第10回今年の映画賞 - 今年の映画人賞（キム・ヨンファ）[15]